# Marthana cerata
Marthana cerata is een hooiwagen uit de familie van de Sclerosomatidae. De soort werd voor het eerst beschreven door de Duitse arachnoloog Carl Friedrich Roewer in 1912.